# Municipio de Prairie (condado de Edgar)
El municipio de Prairie (en inglés: Prairie Township) es un municipio ubicado en el condado de Edgar en el estado estadounidense de Illinois. En el año 2010 tenía una población de 273 habitantes y una densidad poblacional de 2,93 personas por km².

## Geografía
El municipio de Prairie se encuentra ubicado en las coordenadas 39°50′9″N 87°35′36″O / 39.83583, -87.59333. Según la Oficina del Censo de los Estados Unidos, el municipio tiene una superficie total de 93.21 km², de la cual 93,18 km² corresponden a tierra firme y (0,03 %) 0,02 km² es agua.

## Demografía
Según el censo de 2010, había 273 personas residiendo en el municipio de Prairie. La densidad de población era de 2,93 hab./km². De los 273 habitantes, el municipio de Prairie estaba compuesto por el 98,53 % blancos, el 0,37 % eran amerindios, el 0,37 % eran de otras razas y el 0,73 % eran de una mezcla de razas. Del total de la población el 1,1 % eran hispanos o latinos de cualquier raza.